# Liste des membres de la Chambre de la fédération
 (décembre 2022).
 (décembre 2022).
Cet article présente la  liste des membres de la Chambre de la fédération éthiopienne [Quand ?]. Ils sont classés selon l'État dont ils viennent.
Chaque membre de la Chambre de la fédération représente une nation, une nationalité ou un peuple.

## Conseillers de l'État de l'Afar
Conseillers représentant le peuple Afar :
- Esmael Alisiro
- Mohammed Yesuf

## Conseillers de l'État Amhara
Conseillers représentant le peuple amhara :
- Ayalew Gobeze
- Getachew Ambaye
- Misrak Mekonnen
- Workineh Mekonnen
- Aychew Kebede
- Dessalegn Demeke
- Gedu Andargachew
- Getachew Jenber
- Ambachew Abate
- Yohannis Boyalew
- Alebachew Niguse
- Asefa Belay
- Serkalem Eskeziyaw
- Melaku Alehegn

Conseillers représentants d'autres peuples :
- Seid Yesuf : représentant du peuple oromo
- Bazezew Chane : représentant du peuple Agewhimra
- Yohannis Getahun : représentant du peuple Agewawi

## Conseillers de l'ÉtatBenishangul-Gumaz
- Bezabih Alem: représentant du peuple Shinasha
- Atom Mehammed: représentant du peuple Mao
- Seyfedin Harun: représentant du peuple Komo
- Yaregal Aysheshum: représentant du peuple Gumiz
- Remedan Ashenafi: représentant du peuple Berta

## Conseillers de l'État des peuples Gambela
- Umad Ubong: représentant du peuple Anuak
- Guaner Yer: représentant du peuple Nuware
- Woynato Abera: représentant du peuple Mejenger
- Jul Nangal: représentant du peuple Upo

## Conseiller de l'État du peuple Hareri
Conseiller représentant le peuple Hareri:
- Abdulwase Yesuf

## Conseillers de l'État des nations, nationalités et peuples du sud
- Gumachew Kuse: représentant du peuple Konso
- Birhanu Toffu: représentant du peuple Konta
- Danail Samual: représentant du peuple Burji
- Taddelech Kebede: représentant du peuple Basketo
- Noredin Hassen: représentant du peuple Alaba
- Adema Tinpaye: représentant du peuple Derashe
- Dechasa Alemayehu: représentant du peuple Gewada
- Orkayoda Orayta: représentant du peuple Kusme
- Zeritu Gashe: représentant du peuple Yem
- Aberash Amzaye: représentant du peuple Kore
- Desta Duke: représentant du peuple Gedeo
- Dessalegn Morkati: représentant du peuple Gedeo
- Abayneh Hillo: représentant du peuple Malle
- Gorfu Sigido: représentant du peuple Deasenech
- Bona Balanta: représentant du peuple Hammer
- Ayka Badane: représentant du peuple Tsemay
- Keydaki Gezahegn: représentant du peuple Ari
- Getachew Toroche: représentant du peuple Arboré
- Fikiru Gnakal: représentant du peuple Gnangatem
- Sigolegn Semajaro: représentant du peuple Mursi
- Gunasna Bashamaj: représentant du peuple Bodi
- Asratu Konev: représentant du peuple Deme
- Yakob Yala: représentant du peuple Gammo
- Mulugeta Fetene: représentant du peuple Goffa
- Amaru Hatuye: représentant du peuple Gidicho
- Abebe Aticha: représentant du peuple Zeyse
- Alto Balo: représentant du peuple Ayda
- Adene Gebeyehu: représentant du peuple Keffa
- Meshesha Dessalegn: représentant du peuple Nea
- Adello Mehari: représentant du peuple Chara
- Abuto Anito: représentant du peuple Kembata
- Mulumebet Dana: représentant du peuple Tembara
- Haile Mariam Dessalegn: représentant du peuple Wolayta
- Danail Demsie: représentant du peuple peuple Wolayta
- Melesse Marimo: représentant du peuple Sidama
- Shiferaw Shigute: représentant du peuple peuple Sidama
- Mulugeta Hallo: représentant du peuple peuple Sidama
- Shiferaw Tekle Mariam: représentant du peuple Hadiya
- Mulunesh Tesfaye: représentant du peuple Hadiya
- Wodo Ato: représentant du peuple Sheka
- Amarech Bekalo: représentant du peuple Dawro
- Ristu Yirdaw: représentant du peuple Guragé
- Genet Wolde: représentant du peuple Guragé
- Muder Seman: représentant du peuple Kebena
- Fidila Adem: représentant du peuple Mareko
- Rediwan Hussen: représentant du peuple Silte
- Bahiru Aku: représentant du peuple Dize
- Churpala Barkorubune: représentant du peuple Zelmam
- Taddesse Sella: représentant du peuple Meanet
- Biniam Babu: représentant du peuple Sheko
- Barkari Keberekoro: représentant du peuple Surma
- Tsegaye Mammo: représentant du peuple Bench
- Dossa Madda: représentant du peuple Gommo
- Fanaye Abebe: représentant du peuple Mashulle

## Conseillers de l'ÉtatOromia
Conseillers représentant le peuple Oromo :
- Mustofa Abasimel
- Kuma Demkisa
- Aster Mammo
- Abadula Gemeda
- Kenea Yadeta
- Abdulaziz Mehammed
- Mehammed Jillo
- Rukiya Uke
- Jemal Usman
- Mehammed Hassen
- Mehammed Abdosh
- Tekle Deressa
- Lemma Megersa
- Degefe Bula
- Hussen Gelgello
- Atika Mehammed
- Bekelech Feye
- Hirpe Muleta
- Taffa Tullu

## Conseillers de l'ÉtatSomali
Conseillers représentant le peuple peuple Somali :
- Mehammed Serhaye
- Abdikadir Shale Sherif
- Hasen Ebrahim
- Abdulahi Hassen

## Conseillers de l'État du Tigré
- Birhane Haile Selassie: représentant du peuple Kunama
- Dehab Debesay: représentant du peuple Eriob
- Wolderufael Alemayehu: représentant du peuple Tigré
- Abay Woldu: représentant du peuple Tigré
- Tsegaye Berhe: représentant du peuple Tigré
- Roman Gebre Selassie: représentant du peuple Tigré